# Тайфата на Бека
„Тайфата на Бека“ (на английски: Becca's Bunch) е телевизионен сериал за деца в предучилищна възраст, който включва герои, направени от кукли, и се излъчва премиерно по Nick Jr. във Великобритания и Ирландия на 2 юли 2018 г. и свършва на 12 декември 2018 г. По-късно сериалът се излъчва премиерно в Съединените щати на 24 септември 2018 г.

## Актьорски състав
- Ноа Фе Уилямс – Бека
- Дилън Мартин Франкел – Ръсел
- Бен Стоун Зелман – Педро
- Сюзи Пауър – Силвия
- Лиса Бигс – Бени и Шелиц
- Ейми Стивънсън – Мама
- Грант Джордж – Татко
- Уилям Гаминара – Чичо Нед
- Гай Харис – Ринго
- Ейми Палант – Кмет Лейдимаус
- Дакс Джордж – Бари, малко зайче.
- Лиса Бигс – Лола, зайка, която е майка на Бари.
- Джейдън Пейс – Каспър и Джаспър
- Сабрина Глоу – Беатрис
- Джейсън Шабик – Гил, голяма риба.
- Пол Тубак – Стивън Се'Гул (чайка) / Джон Уолфенщайн (сив вълк) / г-н Нъгет (пиле)
- Джоуи Камен – Ем Джей (лос) / Бък (бобър)

## В България
В България сериалът започва излъчване по локалната версия на „Ник Джуниър“ с български дублаж, записан в студио „Про Филмс“.
| Роля                 | Изпълнител          |
| -------------------- | ------------------- |
| Педро                | Давид Торосян       |
| Професор Ван Дер Сет | Георги Стоянов      |
| Чайка                | Георги Стоянов      |
| Бък                  | Георги Стоянов      |
| Чичо Нед             | Георги Стоянов      |
| Бари                 | Георги Стоянов      |
| Стив Деганет         | Георги Стоянов      |
| Ем Джей              | Георги Стоянов      |
| Татко                | Георги Стоянов      |
| Робобък              | Георги Стоянов      |
| Бофор                | Георги Стоянов      |
| Джаспар              | Георги Стоянов      |
| Лола                 | Ива Стоянова        |
| Шели                 | Ива Стоянова        |
| Бени                 | Ива Стоянова        |
| Бри                  | Ива Стоянова        |
| Колби                | Ива Стоянова        |
| Кметица Сиренка      | Ива Стоянова        |
| Бека                 | Калина Асенова      |
| Ръсел                | Константин Димитров |
| Баща                 | Сотир Мелев         |
| Гил                  | Стефан Иванов       |
| Беатрис              | Татяна Етимова      |
| Кметица Мишка        | Татяна Етимова      |
| Майка                | Татяна Етимова      |
| Четец надписи        | Виктор Иванов       |
| Силвия               | Янтра Миланова      |
| Джон Уолфенщайн      | Явор Караиванов     |
| Господин Лешник      | Явор Караиванов     |
| Ринго                | Явор Караиванов     |
| Ливаро               | Явор Караиванов     |
| Дядо Коледа          | Явор Караиванов     |